# Casearia mannii
Casearia mannii é uma espécie de planta da família Salicaceae. É endémica de São Tomé e Príncipe e é encontrada apenas na ilha do Príncipe. Ela é listada como vulnerável pela IUCN.